# USS Porter (DDG-78)
Есмінець ВМС США «Портер» (DDG-78) — есмінець класу Арлі Берк у ВМС США. «Портер» вже п'ятий корабель ВМС США, названий на честь офіцерів американського Військово-Морського Флоту Командора Девіда Портера і його сина Адмірала Девіда Діксона Портера. Цей корабель — 28-й ескадрений міноносець із цього класу. Есмінець ВМС США «Портер» — 12-й корабель цього класу, побудований на верфі Інгаллс у Паскагулі, штат Міссісіпі, будівництво почалося 2 грудня 1996 року. Корабель запущений і охрещений 12 листопада 1997 року. 20 березня 1999 року зданий на службу в Порт Канаверал, штат Флорида.

## Історія
Із січня до липня 2003 року «Портер» брав участь у бойових і допоміжних операціях в операції «Іракська Свобода". «Портер» запускав ракети «Томагавк на етапі Шок і трепет іракської війни.
9 липня 2018 року, разом з кораблем управління USS Mount Whitney (LCC-20) прибув у Чорне море та в порт м. Одеса для участі в багатонаціональних військових навчаннях Сі Бриз - 2018.
13 жовтня, в 244 річницю ВМС ЗС США і напередодні Дня захисника України Начальник Генштабу ЗС України Руслан Хомчак повідомив у мережі Facebook, що американський ракетний есмінець "Портер" прибув до Одеси в рамках продовження посилення патрулювання в напруженому регіоні Чорного моря,
Зазначається, що це вже сьомий візит американського військового корабля в Чорне море з початку 2019 року і другий - в Одесу.
"Відвідування американським есмінцем Чорного моря - це плановий захід, націлений на те, щоб показати прихильність Вашингтона до вільного судноплавства", - йдеться в повідомленні.
Так, під час візиту американського есмінця до Одеси в рамках українсько-американського двостороннього співробітництва відбудеться низка запланованих заходів, зокрема він візьме участь у тренуваннях типу Passex.

### Боротьба з піратством
28 жовтня 2007 року «Портер» атакував і потопив два піратські човни під Сомалі після отримання сигналу лиха з танкера MV Golden Nori, який атакували пірати.

### Апгрейд
12 листопада 2009 року агентство протиракетної оборони заявило, що «Портер» буде оснащено протягом 2013 року RIM-161 Standard Missile 3 (SM-3).

### Зіткнення 2012

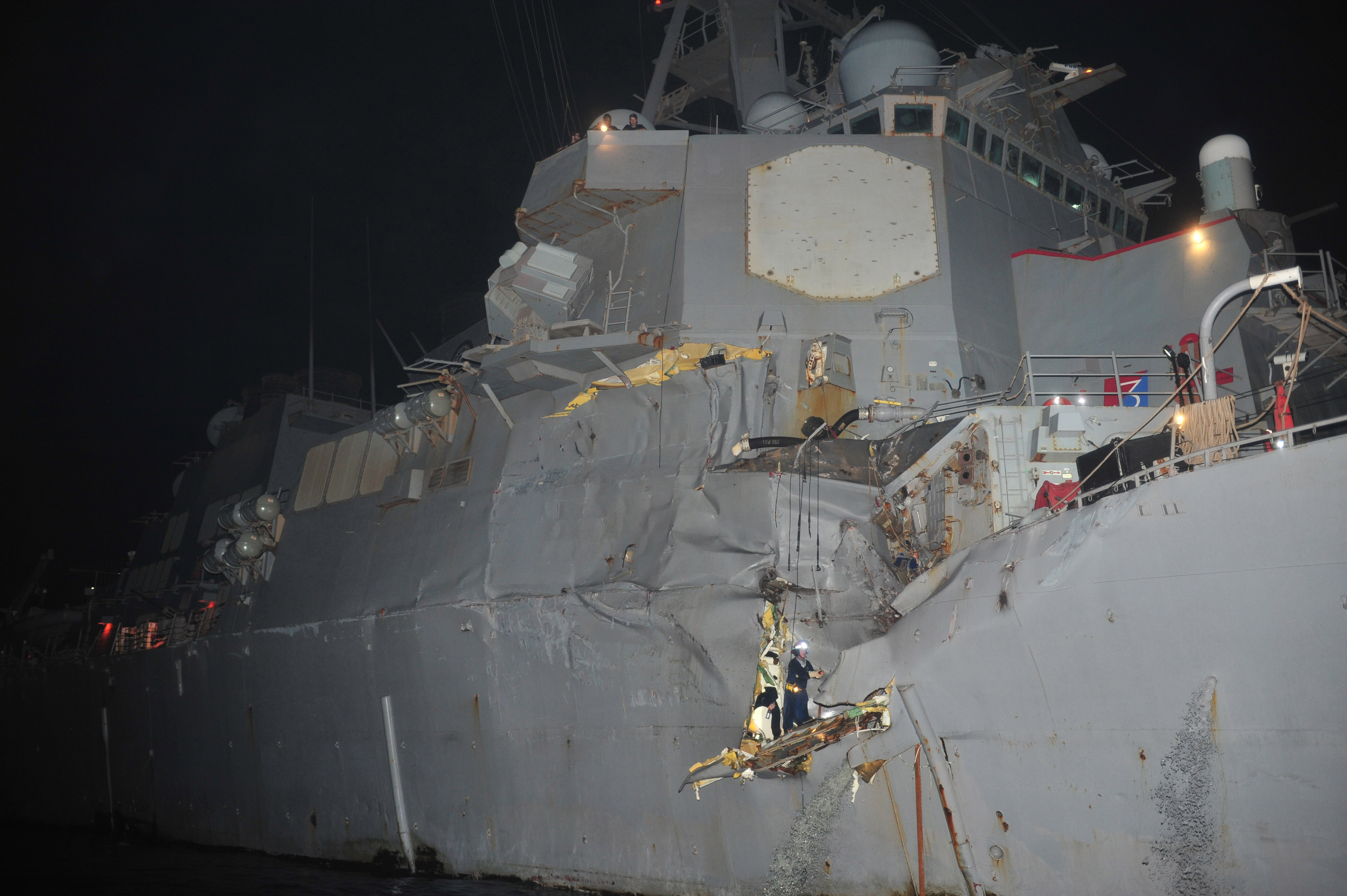
Есмінець ВМС США Портер після зіткнення з іншим кораблем в серпні 2012 року.

12 серпня 2012, «Портер» зіткнувся з японським нафтовим танкером MV Otowasan недалеко від протоки Ормуз. Внаслідок зіткнення в борту есмінця утворився отвір розміром 3 x 3 м. Корабель відправили до Джебель Алі (Дубай) для ремонту. Ніхто на кораблі не постраждав. Командира Мартіна Арріола згодом усунули від командування кораблем і замінили Дейвом Річардсоном. 12 жовтня 2012 «Портер» повернувся в авіаносну ударну групу «Дванадцять» для його транзиту через Суецький канал після проведення на судні значних ремонтних робіт вартістю $700 000.

### Військово-Морська База Рота
30 квітня 2015 р. «Портер» прибув на військово-морську базу Рота, Іспанія. Морська база Рота — новий постійний порт приписки судна. «Портер» приєднався до трьох інших есмінців США в Роті, ці чотири кораблі, приписані до складу Шостого флоту США, і будуть проводити протиракетні патрулювання в Середземному морі.
Щоб протидіяти російській військово-морській загрозі в Середземному морі, «Портер» отримав пускач ракет SEARAM для ракет RIM-116 Rolling Airframe Missile, він замінив попередній CIWS.

### Атака на аеродром Шайрат
7 квітня 2017 року в загальній кількості 59 ракет «Томагавк» були випущені в аеродром Шайрат у штаті Хомсі в Сирії. Пуски ракет здійснили USS Porter і USS Ross (DDG-71) зі своїх позицій у східній частині Середземного моря. Ракетний залп був відплатою на смерть щонайменше 80 мирних жителів відразу після хімічної атаки в Хан-Шейхун в провінції Ідліб 4 квітня 2017. Хімічну атаку здійснив сирійський режим з авіабази Шайрат.

### Маневри в Чорному морі
В 2020 році брав участь в україно-американських військово-морських навчаннях «Sea Breeze 2020»
Наприкінці січня 2021 року (28-29 числа) в Чорному морі есмінці ВМФ США провели багатогалузеву морську операцію за участі розвідувальної та морської авіації.
Для посилення взаємодії між членами НАТО в операції брали участь есмінці «Porter» (DDG 78) і USS Donald Cook (DDG-75).
Також для підтримки флоту було залучено літак дальнього радіолокаційного стеження E-3A та протичовновий літак P-8A.
В останніх числах січня, початку лютого 2021 року українські катери та морська авіація ВМС ЗС України провели спільні навчання типу PASSEX з кораблями ВМФ США. Від Сполучених Штатів у маневрах брав участь корабель комплексного забезпечення USNS Laramie (T-AO 203) та ракетний есмінець USS Porter (DDG 78). З боку надводних сил Військово-Морських Сил ЗС України до тренувань залучили один патрульний катер типу Island та два малі броньовані артилерійські катери — «Нікополь» та «Костопіль». З повітря прикривав роботу гелікоптер Морської авіації ВМС ЗС України Мі-14 з бортовим номером 37.
Повернувся до Чорного моря 30 жовтня 2021 року. Тут він працюватиме з союзниками та партнерами по НАТО у регіоні. А вже 1 листопада 2021 року курс на Чорне море взяв флагман 6-го флоту USS Mount Whitney (LCC-20).

## Командири
Командир — Commanding Officer (CO) на USS «Портер» — це найстарший офіцер, який командує кораблем. Нижче поданий список командирів корабля USS «Портер».
| #  | ПІБ                      | Початок         | Кінець         |
| -- | ------------------------ | --------------- | -------------- |
| 12 | CDR Andria L. Slough     | 28 січня 2016   | Зараз          |
| 11 | CDR Blair H. Guy II      | 11 липня 2014   | 28 січня 2016  |
| 10 | CDR David K. Richardson  | 30 серпня 2012  | 11 липня 2014  |
| 9  | CDR Martin F. Arriola    | 2 вересня 2011  | 30 серпня 2012 |
| 8  | CDR David T. Peterson    | 2 грудня 2009   | 2 вересня 2011 |
| 7  | CDR Michael S. Feyedelem | 2 June 2008     | 2 грудня 2009  |
| 6  | CDR Robert A. Hall Jr.   | 8 грудня 2006   | 2 червня 2008  |
| 5  | CDR Douglas M. Nashold   | 10 червня 2005  | 8 грудня 2006  |
| 4  | CDR Brad Williamson      | 8 грудня 2003   | 10 червня 2005 |
| 3  | CDR John B. Nowell Jr.   | 20 лютого 2002  | 8 грудня 2003  |
| 2  | CDR Michael E. Smith     | 27 липня 2000   | 20 лютого 2002 |
| 1  | CDR Kenneth V. Spiro Jr. | 20 березня 1999 | 27 липня 2000  |